# Golzow (Märkisch-Oderland)
Golzow é um município da Alemanha, situado no distrito de Märkisch-Oderland, no estado de Brandemburgo. Tem 17,21 km² de área, e sua população em 2019 foi estimada em 799 habitantes.